# 拉尔夫·泰勒
拉尔夫·泰勒（Ralph W. Tyler，1902年—1994年）是一位美国教育学家，被称为 "教育评估和评价之父"。

## 生平
1902年4月22日，拉尔夫·泰勒出生于美国芝加哥。1923年获内布拉斯加大学硕士学位。1927年获芝加哥大学博士学位。1952年起，拉尔夫·泰勒先后出任哈里·S·杜鲁门和德怀特·艾森豪威尔两位总统的教育顾问，推动了多项改革。1994年2月18日，拉尔夫·泰勒在加州圣迭戈因癌症去世，享年91岁。

## 课程理论
拉尔夫·泰勒的著作《课程与教学的基本原理》（ Basic Principles of Curriculum and Instruction，1949年）是一本畅销书，已重印了36个版本，影响了迄今为止的课程与教学设计。书中列出了四个基本问题：
1. 学校应力求达到何种教育目标？(定义适当的学习目标。）
2. 如何选择有助于实现这些教育目标的学习经验？(引入有用的学习经验。）
3. 如何为有效的教学组织学习经验？(组织经验，以最大限度地发挥其效果。）
4. 如何评估学习经验的有效性？(评估流程并修订无效区域)